# Ultimate Spinach
Ultimate Spinach war eine amerikanische Psychedelic-Rock-Band aus Boston, Massachusetts. Die Band stand exemplarisch für den „Bosstown Sound“, der als Gegengewicht zum „San Francisco Sound“ der Westküste etabliert werden sollte.

## Geschichte
Ultimate Spinach ging 1967 aus der Vorgängerband Underground Cinema hervor. Über den Bandnamen sagte Ian Bruce-Douglas: „Ultimate Spinach is mind food.“ Das Management übernahm Alan Lorber, der Boston zu einem Zentrum der Pop- und Rockmusik machen wollte. Im September und Oktober 1967 wurden erste Songs aufgenommen, komponiert von Ian Bruce-Douglas und produziert von Alan Lorber. Am 6. Januar 1968 wurde das selbstbetitelte Debütalbum veröffentlicht, es kam bis auf Platz 34 der Billboard 200.
Die Band tourte unter anderem mit Big Brother and the Holding Company und den Youngbloods.
Im April 1968 nahm Ultimate Spinach neue Lieder für das Nachfolgealbum auf, wieder ausschließlich komponiert von Ian Bruce-Douglas und wieder produziert von Alan Lorber.

## Diskografie

### Album
- 1968: Ultimate Spinach (MGM Records)
- 1968: Behold & See (MGM Records)
- 1969: Ultimate Spinach III (MGM Records)
- 2014: Live at the Unicorn, July 1967 (Keyhole)

### EP
- 2006: Sacrifice of the Moon: Instrumental Music of Ultimate Spinach (Iris Music Group)

### Singles
- 1968: Ego Trip / Your Head Is Reeling (MGM Records)
- 1969: (Just Like) Romeo & Juliet / Some-Days You Just Can’t Win (MGM Records)